# Слакбаш (Благоварський район)
Слакба́ш (рос. Слакбаш, башк. Ыҫлаҡбаш) — присілок у складі Благоварського району Башкортостану, Росія. Входить до складу Ямакаївської сільської ради.
Населення — 42 особи (2010; 34 в 2002).
Національний склад:
- башкири — 59 %
- татари — 29 %